# Askos
Askos je grčki naziv za posudu za piće koja se rabi kao vrč, ali odložena ne stoji uspravno već vodoravno, te često nema izrazite stope, nožice ili druge stajaće površine.